# Luke McGrath
Luke McGrath (Hamilton, 3 febbraio 1993) è un rugbista a 15 irlandese, di origini canadesi, che gioca come mediano di mischia con il Leinster nel Pro14.

## Biografia
Nato ad Hamilton, nell'Ontario, McGrath crebbe a Dublino, in Irlanda. Iniziò a giocare con lo University College Dublin RFC fino ad approdare nel 2012 al Leinster, con cui debuttò nel Pro12 all'età di 19 anni. La stagione successiva vinse con il club il campionato e la Challenge Cup; vinse pure il Pro12 2013-14, e a partire dall'annata seguente cominciò a giocare in modo più consistente nel Leinster.
Nel novembre 2016 arrivò la prima convocazione internazionale nell'Irlanda, in occasione di un test match contro il Canada disputato all'Aviva Stadium. Durante la stagione 2017-18 vinse il suo terzo campionato con il club e si aggiudicò pure la Champions Cup. Reduce da un altro campionato vinto, il C.T. Joe Schmidt lo selezionò per disputare la Coppa del Mondo di rugby 2019 in Giappone.

## Palmarès
- Pro14: 6
Leinster: 2012-13, 2013-14, 2017-18, 2018-19, 2019-20, 2020-21
- Champions Cup: 1
Leinster: 2017-18
- Challenge Cup: 1
Leinster: 2012-13